# Amegilla jacobi
Amegilla jacobi är en biart som först beskrevs av Maurits Anne Lieftinck 1944.  Amegilla jacobi ingår i släktet Amegilla och familjen långtungebin. Inga underarter finns listade i Catalogue of Life.